# Cour de Narbonne
La cour de Narbonne est une ancienne voie des entrepôts de Bercy, dans le  12e arrondissement de Paris, en France.

## Situation
Cette voie des entrepôts de Bercy débutait rue de Nuits et se terminait cour Gilles.

## Origine du nom
Le nom de cette rue fait référence à la ville de Narbonne, spécialisée dans le commerce des vins  du Languedoc.

## Historique
Cette rue a été ouverte en 1878.
Elle disparaît vers 1993 lors de la démolition des entrepôts de Bercy dans le cadre de l'aménagement de la ZAC de Bercy.
Son emplacement est désormais occupé par une partie de l’AccorHotels Arena.